# Ráisduottarháldi
Ráisduottarháldi är Haldefjällmassivets högsta punkt (1 361 meter över havet) och den befinner sig omkring 2 km från Finlands högsta punkt, som befinner sig i samma bergsmassiv. Mellan dessa finns ett lägre näs.
Den kortaste rutten till toppen är att komma från den norska sidan, från stranden av sjön Guolášjávri, som sommartid kan nås via en bilväg. På en dag kan man mycket väl besöka båda punkterna.